# 原臺南州會
原臺南州會，是位於臺灣臺南市中西區的一棟建築，過去為日治時期臺南州的議會，也是原臺南州廳的附屬建築，二戰後曾作為臺南市議會使用並經過增建，後建築曾改為臺南市攝影文化會館及臺南市議政史料館使用，2022年9月改為「台南市中西區圖書館暨二二八紀念館」，目前為臺南市市定古蹟。

## 沿革
臺灣日治時期，臺灣的行政區劃有多次更改，直到大正9年（1920年）公布州制後才穩定下來。最初州設置州協議會作為州知事的諮詢機關，而協議員則為官選。後來到了昭和10年（1935年）時改設州會，其議員官派民選各半，並於該年11月舉行臺南市市會議員選舉，昭和11年（1936年）11月舉行第一屆臺南州州會議員選舉。州會的建築則是在昭和10年（1935年）6月10日因州廳會議室空間不足，州政府便於州廳西側與庶民組合之間的腹地，進行3層樓的「州廳舍會議室新築工事」，建築師由臺南州土木課技師住谷茂夫負責設計，由營造廠「蟹川組」以63,400圓的價格得標，整體的建築工事一直到昭和11年（1936年）4月落成完工，而該建築基地過去的所在位置，據黃丙丁表示曾作為州廳的停車場使用:36。

### 戰後至今
二次大戰後，臺南州會先是在民國35年（1946年）4月設置參議會，民國39年（1950年）時改設立臺南市議會。而後原臺南州會再經過第六屆臺南市議會第一次臨時大會上，決議對於建築物全部空間進行重新修建。該工程由市議員林福全建築師規劃興建，豐華營造廠承包興建整體建築物的設計，整體工事約在民國54年（1965年）7月開始，一直至民國55年（1966年）10月改建完工。
直到民國73年（1985年）因使用機能不符，因廳舍建物老舊等因素而研議遷至安平五期重劃區新建的臺南市議會（今永華議事廳）。民國87年（1998年），市議會遷至安平區後，民國92年（2003年）借給「台南市歷屆市議員協進會」作為台南市議政史料館，借用期五年，但此團體期滿後未歸還使用權而引發爭議，直至建築修復前才落幕，民國93年（2004年）3月17日公告為市定古蹟。
民國107年（2018年）6月18日，臺南州會建築開始進行修復工程，並將建築前方戰後增建部分拆除，將外牆恢復為原日治時期形式與褐黃色外觀，民國110年（2021年）9月14日完工。臺南二二八事件罹難者家屬與在地文史工作者要求臺南州會能作為「二二八紀念館」使用，臺南市政府文化局表示，二二八紀念館將設在一樓，原與文資處使用同棟建築的中西區圖書館遷至二至三樓，民國111年（2022年）9月18日落成。
2023年6月20日，第19屆建築園冶獎（舊建築景觀營造類）公布臺南市「中西區圖書館暨二二八紀念館」獲獎。

## 建築設計
原臺南州會為鋼筋混擬土造的三層樓建築，是由臺南州土木課技師住谷茂夫設計，土木課技師山口宗六負責監造所占平面空間略呈三角形，原中正路的立面為民國55年（1966年）所增建。後在2018年的修復復原為過去的外貌，外牆原色為黃褐色。內部的牆壁則為磚造，柱子、樑架結構、樓板則採用鋼筋混擬土設計，其中三樓屋頂則使用西式鋼桁架，為反映出當時時代建築潮流的一大特徵處。
在空間利用，州會最初的功能是作為提供臺南州的議員進行開會使用，主入口位於東側，一樓最初作為停車空間、二樓則設有總務組、議事組、福利社（高等官食堂）、主秘室和專員室的辦公空間使用，三樓部分則作為會議堂（議事廳）、小組會議、正副議長室。此外該建築與臺南州廳間建有天橋，以便身兼州會議長的州知事在兩棟建築間來回穿梭。
戰後，由於市政府與州會單位分立，因此天橋被封閉不再開放來往通行，1966年興建的騎樓則將建築物的樓層面積增高為六層樓。入口從東側移至北側，並增設民眾旁聽席、議員休息室、活動中心、記者採訪室等空間。台南建築物在經過大幅度改建後。
而在修復過程中，發現「棟札」，是長約98公分、厚約1.5公分、寬約24公分的木板，紀年為昭和10年（1935年）12月24日，記載了當時上棟祭執行者為臺南神社官司松本賴光，工事負責人為蟹川宇三郎等建築資訊；已於2020年3月13日進行復位儀式，正式將棟札復位到建築主樑。

### 圖片

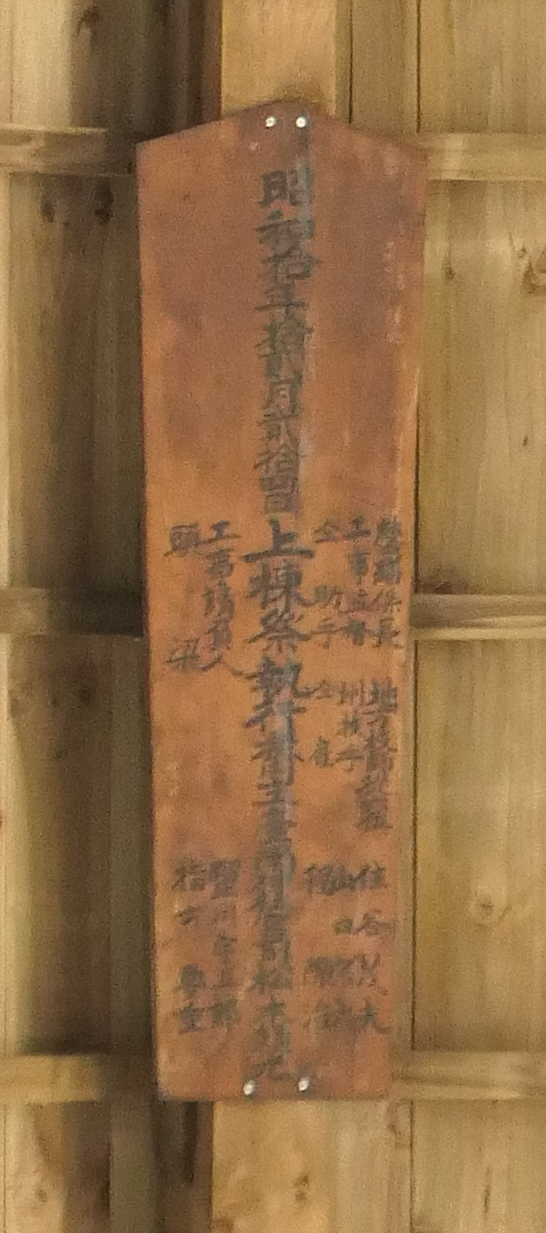
原臺南州會的棟札，位於三樓大會議室的屋架上
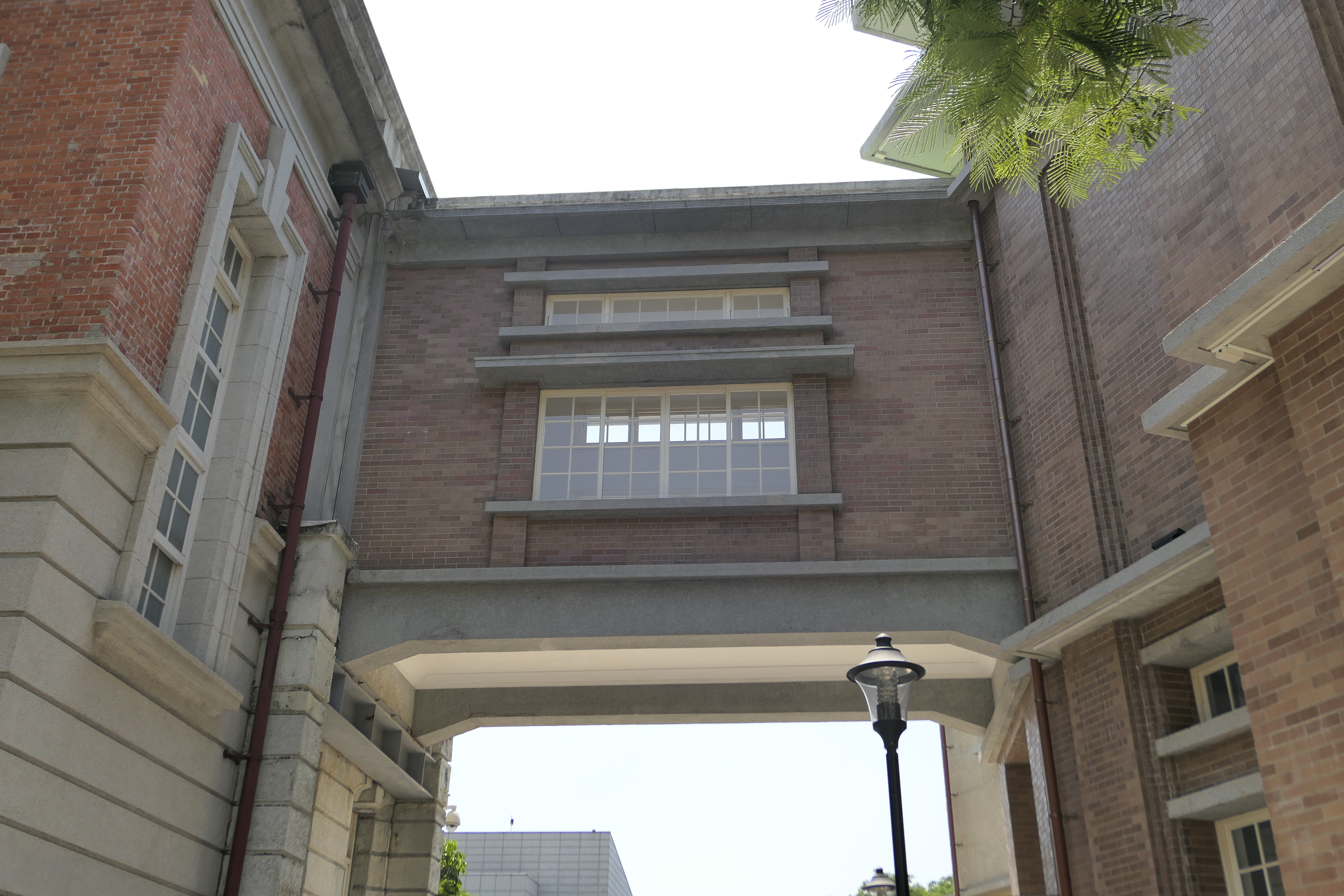
州廳與州會之間的空中廊道
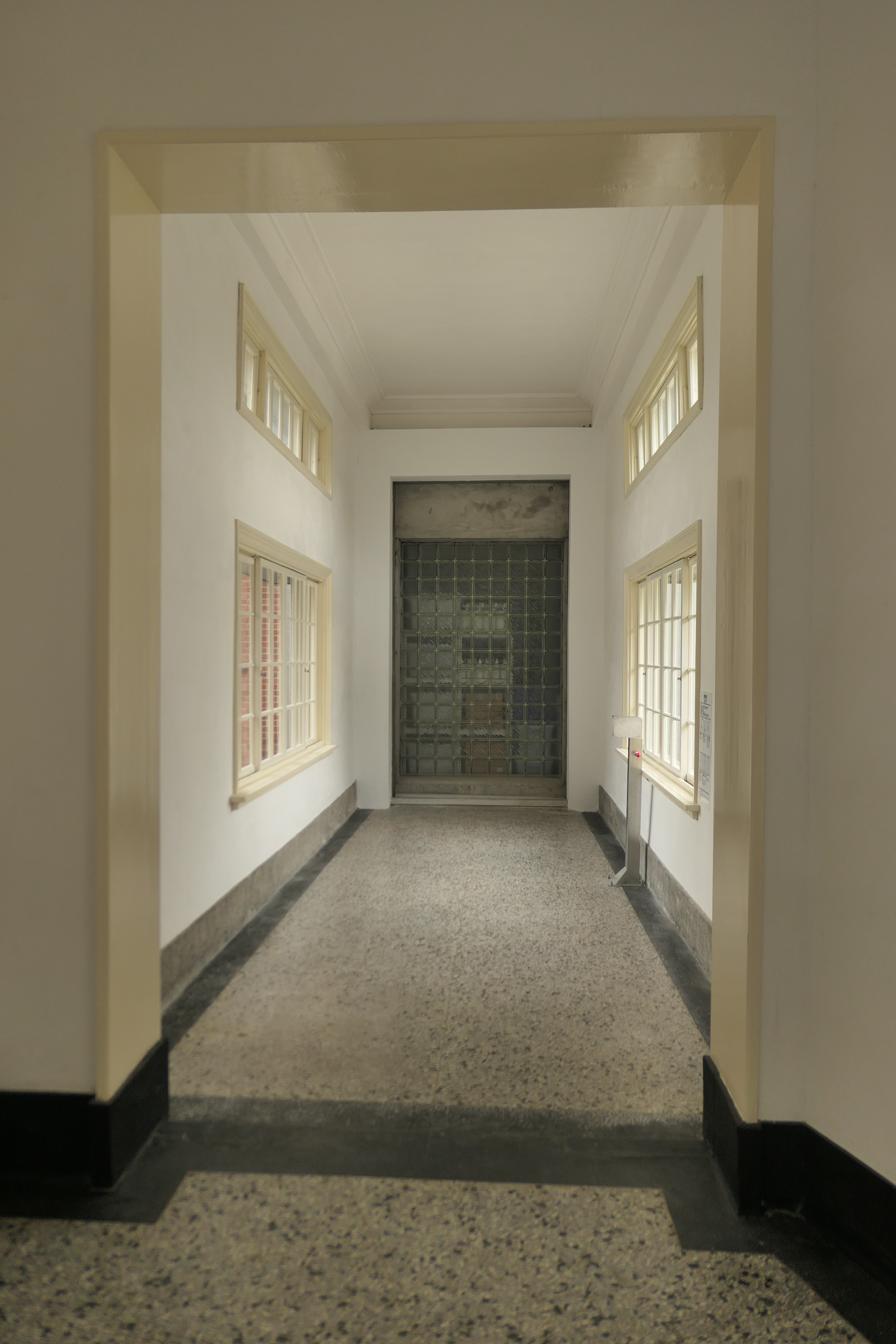
空中廊道內部，目前州廳側出入口已封閉
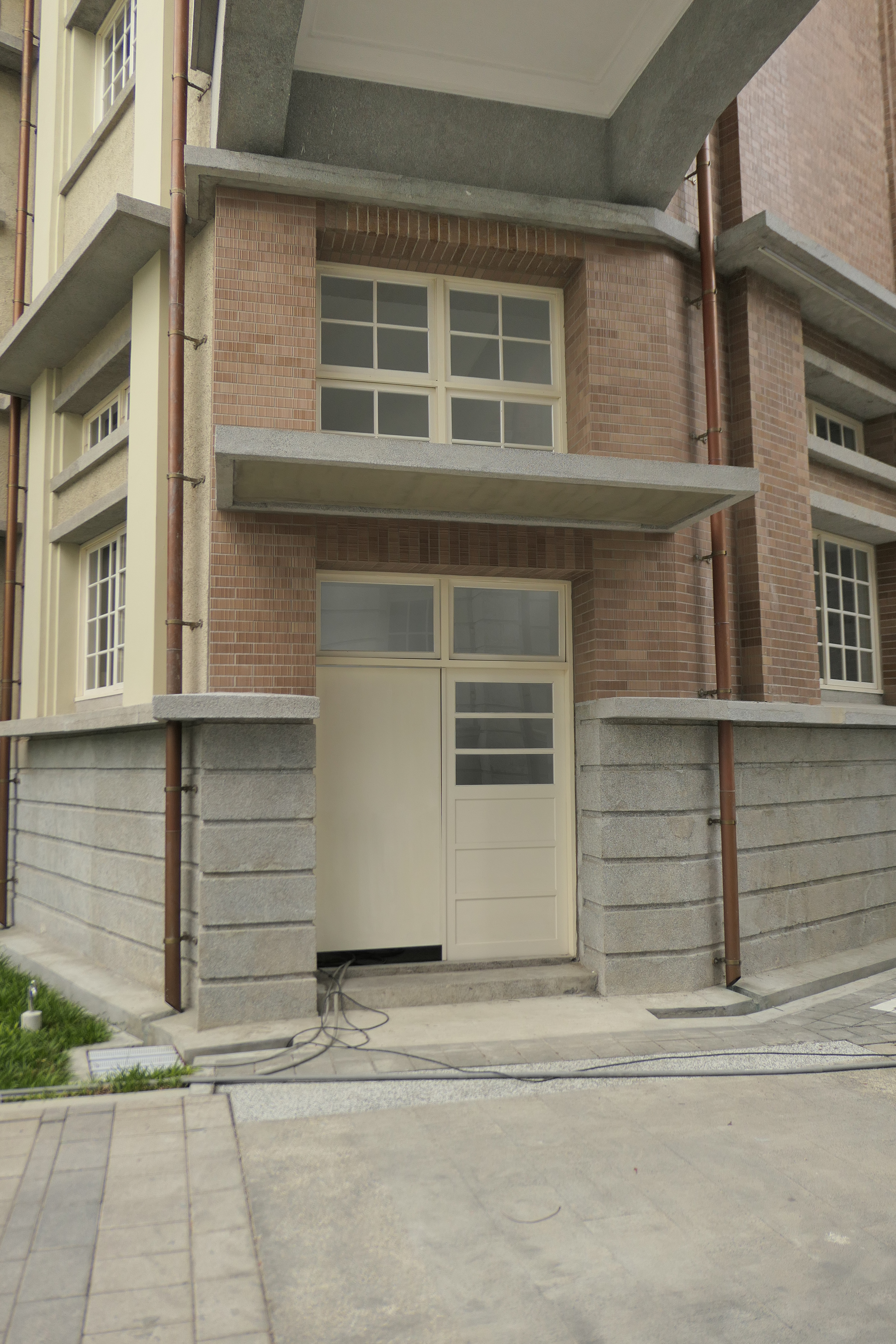
臺南州會過去的主入口
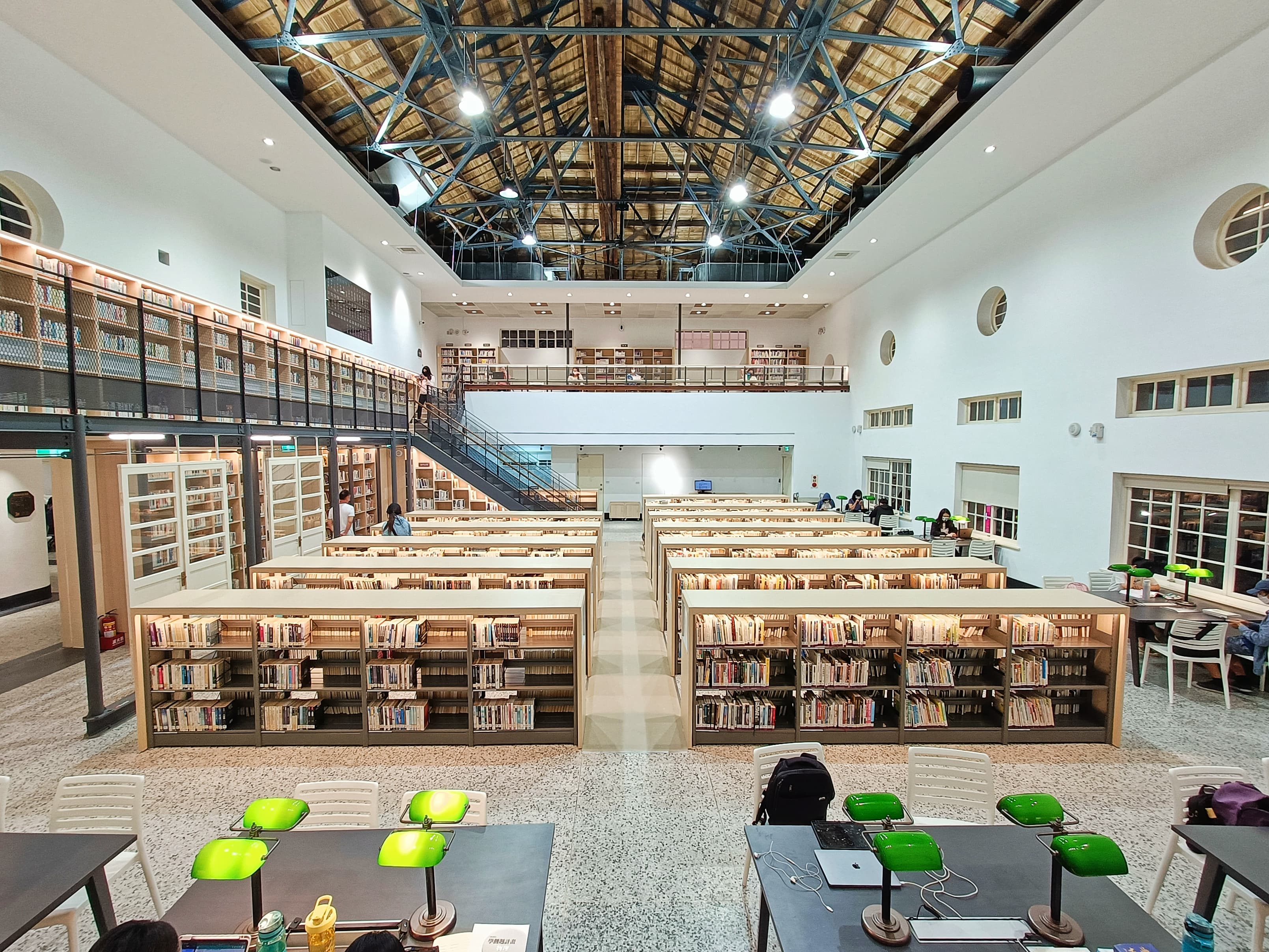
大會議室，現為中西區圖書館青少年閱覽區

## 外部連結
- 原臺南州會 - 國家文化資產網 （页面存档备份，存于）
- 原臺南州會 - 文化部iCulture （页面存档备份，存于）
- 原臺南州會 - 中西區公所 （页面存档备份，存于）